# 中国常驻联合国代表列表
本列表为中華民國和中華人民共和國常驻联合国历任代表名录。中国与联合国的关系，详见中国与联合国关系。

## 历任中国常驻联合国代表

### 中华民国常驻联合国代表（1947年－1971年）
1946年，中华民国向联合国安理会派遣常驻代表。次年，改为常驻联合国代表。
| 姓名   | 任命           | 到任           | 递交全权证书 | 免职           | 离任           | 外交衔级 | 外交职务 | 备注 | 备注 |
| ------ | -------------- | -------------- | ------------ | -------------- | -------------- | -------- | -------- | --- | ---- |
| 郭泰祺 | 1947年7月21日  | 1947年7月21日  |              | 1947年11月13日 |                | 大使     | 代表     | 1946年2月起任驻安理会代表，1947年7月改为常驻联合国代表兼驻安理会代表；1947年8月2日起由蒋廷黻代理常驻代表 |      |
| 蔣廷黻 | 1947年11月13日 | 1947年11月13日 |              | 1962年7月29日  |                | 大使     | 代表     | 1959年9月5日明确为大使级常驻代表，1961年11月18日出任驻美大使，改为兼任常驻代表                           |      |
| 劉鍇   | 1962年7月29日  |                |              |                | 1971年10月25日 | 大使     | 代表     | 1971年任內代表中華民國政府退出聯合國                                                                     |      |

1971年，中華民國退出聯合國，此后由駐紐約臺北經濟文化辦事處兼辦聯合國相關事務。

### 中华人民共和国常驻联合国代表（1971年至今）
1971年，中华人民共和国开始派遣常驻联合国代表。
| 姓名   | 任命           | 任命           | 到任           | 递交全权证书   | 免职           | 免职           | 离任           | 外交衔级 | 外交职务 | 备注 |
| 姓名   | 全国人大常委会 | 主席           | 到任           | 递交全权证书   | 全国人大常委会 | 主席           | 离任           | 外交衔级 | 外交职务 | 备注 |
| ------ | -------------- | -------------- | -------------- | -------------- | -------------- | -------------- | -------------- | -------- | -------- | ---- |
| 黄华   | 1971年11月2日  | 不適用         | 1971年11月11日 | 1971年11月14日 | 1976年12月2日  | 不適用         | 1976年11月29日 | 大使     | 代表     |      |
| 陈楚   | 1976年12月2日  | 不適用         | 1977年5月6日   | 1977年5月10日  | 1980年8月26日  | 不適用         | 1980年6月      | 大使     | 代表     |      |
| 凌青   | 1980年8月26日  | 不適用         | 1980年8月      | 1980年8月25日  | 1985年3月21日  | 1985年9月29日  | 1985年7月4日   | 大使     | 代表     |      |
| 李鹿野 | 1985年3月21日  | 1985年9月29日  | 1985年8月      | 1985年8月29日  | 1990年2月23日  | 1990年5月23日  | 1990年5月13日  | 大使     | 代表     |      |
| 李道豫 | 1990年2月23日  | 1990年5月23日  | 1990年6月      | 1990年6月12日  | 1992年12月28日 | 1993年3月30日  | 1993年3月      | 大使     | 代表     |      |
| 李肇星 | 1992年12月28日 | 1993年3月30日  | 1993年3月      | 1993年4月27日  | 1995年2月28日  | 1995年6月3日   | 1995年5月      | 大使     | 代表     |      |
| 秦华孙 | 1995年2月28日  | 1995年6月3日   | 1995年5月      | 1995年6月5日   | 1999年10月31日 | 2000年2月24日  | 2000年2月      | 大使     | 代表     |      |
| 王英凡 | 1999年10月31日 | 2000年2月24日  | 2000年2月10日  | 2000年3月1日   | 2003年4月26日  | 2003年8月25日  | 2003年6月      | 大使     | 代表     |      |
| 王光亚 | 2003年4月26日  | 2003年8月25日  | 2003年8月6日   | 2003年8月7日   | 2008年8月29日  | 2008年10月10日 | 2008年9月26日  | 大使     | 代表     |      |
| 张业遂 | 2008年8月29日  | 2008年10月10日 | 2008年9月      | 2008年9月26日  | 2009年12月26日 | 2010年3月9日   | 2010年2月      | 大使     | 代表     |      |
| 李保东 | 2009年12月26日 | 2010年3月9日   | 2010年2月28日  | 2010年3月4日   | 2013年6月29日  | 2013年8月23日  | 2013年7月      | 大使     | 代表     |      |
| 刘结一 | 2013年6月29日  | 2013年8月23日  | 2013年8月20日  | 2013年9月3日   | 2017年9月1日   | 2018年3月5日   | 2017年9月29日  | 大使     | 代表     |      |
| 马朝旭 | 2017年12月27日 | 2018年3月5日   | 2018年1月25日  | 2018年1月30日  | 2019年6月29日  | 2019年8月8日   | 2019年7月      | 大使     | 代表     |      |
| 张军   | 2019年6月29日  | 2019年8月8日   | 2019年7月      | 2019年7月30日  |                | 2024年5月14日  | 2024年3月      | 大使     | 代表     |      |
| 傅聪   |                | 2024年5月14日  | 2024年4月      | 2024年4月16日  | 现任           |                |                | 大使     | 代表     |      |

## 外部連結
- 中华人民共和国常驻联合国代表团（简体中文）（英文）